# Stanovništvo Moldavije
Stanovništvo Moldavije pretežno čine Moldavci.

## Popis stanovništva 1989. godine
Moldavija je po ovom popisu imala 4.335.400 stanovnika. Najbrojniji su bili Moldavci, kojih je bilo 2.795.000 (64,5 %), slijede Ukrajinci kojih je bilo 600.000 (14 %), Rusi 562.000 (13 %), Gagauzi 153.000 (4 %), Bugari 88.000 (2 %), Židovi 66.000 (2 %). U regiji Pridnjestrovlja etnička struktura bila je sljedeća: Moldavci 40 %, Ukrajinci 28 %, Rusi 25 %, Bugari 2 %, Gagauzi 1 %.

## Migracije stanovništva
U glavnom gradu Kišinjevu bilo je 676.000 stanovnika 1990. godine (50 % su činili Moldavci, 25 % Rusi, 13 % Ukrajinci). Od tada zbog političke situacije počinje iseljavanje Rusa i Ukrajinaca, da bi 2004. grad imao oko 716.000 stanovnika od kojih su Moldavci činili oko 70 %, Rusi samo 13,7 % a ostatak Ukrajinci, Bugari, Gagauzi itd. U gradu Tiraspolu koji je bio glavni grad Moldavske ASSR (1929. – 1940.) većinu stanovništva su činili Rusi (41 %) i Ukrajinci (32 %), dok je Moldavaca bilo svega 18 %. Kasnije je zbog rata za nezavisnost Pridnjestrovske republike, broj Moldavaca opao na svega 13 % u ovom gradu. Rusi i Ukrajinci su pri imigraciji u Moldaviju naseljavali uglavnom gradove, dok su na selima živjeli Moldavci.

## Popis stanovništva 2004. godine
Etnički sastav je sljedeći: Moldavci čine 76,1 % stanovništva, Ukrajinci 8,4 %, Rusi 5,8 %, Gagauzi 4,4 %, Rumunji 2,1 %, Bugari 1,9 % i ostalo stanovništvo 1,3 %.

## Ostali demografski podaci
Stopa nataliteta neznatno raste posljednjih godina i iznosi 15,27 promila (2006.), stopa mortaliteta je 12,79 promila (2006.), stopa smrtnosti dojenčadi je najveća u Europi i iznosi 40,4 promila i pokazuje niske civilizacijske vrijednosti i nizak stupanj zdravstvene kulture. Očekivano trajanje života je svega 65,18 godina i pokazuje dosta loše mortalitetne uvjete. Stopa ukupnog fertiliteta je 1,8. Srednja starost stanovništva je 32,2 godine.

## Religijska struktura
Pravoslavlje je dominantno s čak 98,5 %, slijedi judaizam s 1,5 % ima nešto i baptista (oko 1000). Pravoslavno stanovništvo je nekada bilo pod jurisdikcijom Rumunjske pravoslavne crkve (Patrijaršije u Bukureštu), ali je danas pod jurisdikcijom Ruske pravoslavne crkve (Moskovske Patrijaršije). Kako postoji izražena težnja za povratak pod Rumunjsku jurisdikciju, u Moldaviji postoje 2 episkopije, jedna rumunjska i jedna ruska. Godine 1992., Moskovska Patrijaršija i Sve Rusije podigla je svoju episkopiju na rang mitropolije. Postoji mali dio grkokatolika među Ukrajincima te Armenska apostolska crkva, pentokostalci, adventisti sedmog dana, baptisti i Molokani (Sekta Ruske pravoslavne crkve).

## Jezična struktura
Moldavski jezik je služben, a govore se i ruski i gagauški jezik (iz turske grupe jezika).  Dana, 31. kolovoza 1989. godine Vrhovni savet Moldavije donosi odluku o državnom jeziku kada se moldavski jezik pisan latinicom proglašava službenim. Zbog pritiska ne-moldavskih nacionalnih manjina, ruski je i dalje ostao kao glavni jezik međuetničke komunikacije i onemogućeno je ostvarivanje plana o moldavskom kao službenom jeziku. Dana, 27. travnja 1994. godine donesena je odluka, da se moldavski pisan latinicom proglasi službenim, pritom štiteći položaj ruskog i ostalih manjinskih jezika. Ovog puta je to zaživjelo u zakonu. Već 1995. je traženo da se službeno ime jezika iz moldavskoga promijeni u rumunjski (to je isti jezik s različitim imenima), ali do toga nije došlo. Pismenost je inače vrlo visoka i iznosi preko 99 %.